# The 7th Blues
The 7th Blues é o sétimo álbum da banda japonesa de hard rock B'z, lançado em 2 de março de 1994 pela Vermillion Records, produtora que lançaria todos os álbuns posteriores do grupo. O título do álbum seria uma alusão ao fato deste ser o sétimo álbum da banda e ao fato do acorde de sétima ser muito usado no blues, estilo explorado no disco.

## Sobre o álbum
É o primeiro e único álbum duplo da dupla. O primeiro disco, assim como nos seus últimos dois álbuns, explora elementos do pop e do hard rock. Na canção "Akai Kawa", há uma introdução de cordas e teclados de mais de um minuto, uma novidade na banda.
O segundo disco possui sonoridade mais calcada no blues. "Slave to the Night" é uma regravação com letras em inglês da canção "Heart wo Nureru Number" do primeiro álbum do grupo, introduzida por um improviso de guitarra de cerca de um minuto.
O logo na capa do álbum lembra o logo que a banda americana Aerosmith tem usado em suas capas.
Vendeu 1.630.450 cópias no total, chegando à 1ª colocação da Oricon Albums Chart.

## Faixas
Todas as letras escritas por Koshi Inaba, todas as músicas compostas por Tak Matsumoto.
| Disco um |                                        |         |  |
| N.º      | Título                                 | Duração |  |
| 1.       | "Love is Dead"                         | 6:18    |  |
| 2.       | "Odekake Shimashou" (おでかけしましょ) | 3:27    |  |
| 3.       | "Miseinen" (未成年)                    | 4:33    |  |
| 4.       | "Yami No Ame" (闇の雨)                 | 4:48    |  |
| 5.       | "My Sad Love"                          | 3:56    |  |
| 6.       | "Queen of Madrid"                      | 4:49    |  |
| 7.       | "Himitsu Na Futari" (ヒミツなふたり)   | 4:00    |  |
| 8.       | "Strings of My Soul"                   | 5:51    |  |
| 9.       | "Akai Kawa" (赤い河)                   | 6:20    |  |
| 10.      | "Wild Road"                            | 4:18    |  |

| Disco dois     |                                                     |         |  |
| N.º            | Título                                              | Duração |  |
| 1.             | "Don't Leave Me"                                    | 4:23    |  |
| 2.             | "Sweet Lil' Devil"                                  | 6:13    |  |
| 3.             | "The Border"                                        | 4:50    |  |
| 4.             | "Jap the Ripper"                                    | 5:50    |  |
| 5.             | "Slave to the Night"                                | 5:06    |  |
| 6.             | "Haru" (春)                                         | 5:39    |  |
| 7.             | "Yaburenu Yume Wo Hikizutte" (破れぬ夢をひきずって) | 6:25    |  |
| 8.             | "Lady Navigation"                                   | 6:09    |  |
| 9.             | "Mou Kari Makka" (もうかりまっか)                   | 3:15    |  |
| 10.            | "Farewell song"                                     | 6:21    |  |
| Duração total: | Duração total:                                      | 102:51  |  |

## Músicos
- Tak Matsumoto (guitarra)
- Koshi Inaba (vocais)
- Masao Akashi (baixo)
- Jun Aoyama (Bateria)
- Masayuki Nomura (engenheiro de som)
- Akira Onozuka (órgão, piano, Fender Rhodes)
- Takanobu Masuda (órgão)
- Ryoichi Terashima (direção de voz)
- Katsunori Hatakeyama (técnico de guitarra)